# Franco Selvaggi
Franco Selvaggi (ur. 15 maja 1953 w Pomarico) – włoski trener i piłkarz. Występował na pozycji napastnika.

## Kariera
Selvaggi profesjonalną karierę rozpoczynał w 1972 roku w pierwszoligowej Ternanie Calcio. W debiutanckim sezonie wystąpił tam w dwunastu ligowych pojedynkach i zdobył jedną bramkę. W tabeli ligowej jego drużyna zajęła ostatnią pozycję i spadła do drugiej ligi. Wówczas Selvaggi odszedł do pierwszoligowej AS Romy. Nie zdołał tam się wywalczyć sobie miejsca w składzie. Przez cały sezon rozegrał tam dwa spotkania, a po jego zakończeniu powrócił do Ternany, która awansowała do ekstraklasy. Wystąpił tam w jednym ligowym meczu, a potem odszedł do drugoligowego Taranto Sport. Od czasu debiutu był podstawowym tego klubu. W jego barwach grał przez pięć sezonów. W sumie rozegrał tam 146 spotkań i zdobył 22 bramki.
W 1979 roku przeszedł do pierwszoligowego Cagliari Calcio. Grał tam przez trzy lata. W tym czasie zagrał tam w 85 ligowych pojedynkach i strzelił 28 goli. Później przez dwa lata był graczem Torino FC, a także przez rok Udinese Calcio. W 1985 trafił do Interu Mediolan. Już w pierwszym sezonie po przyjściu grał z tym zespołem w Pucharze UEFA. Inter dotarł tam do półfinału, gdzie uległ w dwumeczu Realowi Madryt. W tamtym sezonie na koniec rozgrywek Serie A zajął z Inter szóstą pozycję w lidze i ponownie wywalczył awans do Pucharu UEFA. Przed rozpoczęciem sezonu 1986/1987 odszedł do drugoligowego Sambenedettese Calcio, w którym w 1987 roku zakończył karierę.
| Sezon   | Klub                  | Kraj   | Rozgrywki | Mecze | Bramki |
| ------- | --------------------- | ------ | --------- | ----- | ------ |
| 1972/73 | Ternana Calcio        | Włochy | Serie A   | 12    | 1      |
| 1973/74 | AS Roma               | Włochy | Serie A   | 2     | 0      |
| 1974/75 | Ternana Calcio        | Włochy | Serie A   | 1     | 0      |
| 1974/75 | Taranto Sport         | Włochy | Serie B   | 30    | 3      |
| 1975/76 | Taranto Sport         | Włochy | Serie B   | 18    | 2      |
| 1976/77 | Taranto Sport         | Włochy | Serie B   | 30    | 7      |
| 1977/78 | Taranto Sport         | Włochy | Serie B   | 33    | 6      |
| 1978/79 | Taranto Sport         | Włochy | Serie B   | 35    | 4      |
| 1979/80 | Cagliari Calcio       | Włochy | Serie A   | 30    | 12     |
| 1980/81 | Cagliari Calcio       | Włochy | Serie A   | 27    | 8      |
| 1981/82 | Cagliari Calcio       | Włochy | Serie A   | 28    | 8      |
| 1982/83 | Torino FC             | Włochy | Serie A   | 30    | 8      |
| 1983/84 | Torino FC             | Włochy | Serie A   | 26    | 7      |
| 1984/85 | Udinese Calcio        | Włochy | Serie A   | 20    | 5      |
| 1985/86 | Inter Mediolan        | Włochy | Serie A   | 7     | 0      |
| 1986/87 | Sambenedettese Calcio | Włochy | Serie B   | 26    | 9      |

## Kariera reprezentacyjna
Selvaggi jest byłym reprezentantem Włoch. W drużynie narodowej zadebiutował w 1981 roku i łącznie rozegrał w niej trzy spotkania. Był uczestnikiem Mistrzostw Świata w 1982 roku, które zostały wygrane przez Włochy.

## Kariera trenerska
Po zakończeniu kariery Selvaggi został trenerem. W latach 1992–1993 prowadził występującą w Serie C2 drużynę US Catanzaro, a w 2002 roku drugoligowe FC Crotone.